# Jedrna kompetenca
Jedrna kompetenca združbe (npr. podjetja) je tista stvar, ki jo ta združba lahko opravlja bolje, kot konkurenca.